# Displasia septo-óptica
La displasia septoóptica ( SOD ), conocida también como síndrome de Morsier, es un síndrome de malformación congénita poco común que presenta una combinación de subdesarrollo del nervio óptico, disfunción de la glándula pituitaria y ausencia del septum pellucidum (una parte de la línea media del cerebro). Dos o más de estas características deben estar presentes para un diagnóstico clínico — solo el 30% de los pacientes tienen los tres. El médico franco-suizo Georges de Morsier reconoció por primera vez la relación de un septum pellucidum rudimentario o ausente con hipoplasia de los nervios ópticos y quiasma en 1956.

## Signos y síntomas
Los síntomas de SOD se pueden dividir en aquellos relacionados con el subdesarrollo del nervio óptico, anomalías de la hormona pituitaria o anomalías cerebrales de la línea media. Los síntomas pueden variar mucho en su gravedad.

### Subdesarrollo del nervio óptico
Alrededor de una cuarta parte de las personas con SOD tienen una discapacidad visual significativa en uno o ambos ojos, como resultado del subdesarrollo del nervio óptico. Los retrasos en el desarrollo son más comunes en niños con hipoplasia bilateral del nervio óptico que en aquellos con hipoplasia unilateral del nervio óptico. La hipoplasia bilateral del nervio óptico también se asocia con un curso más grave de la enfermedad.
Puede haber nistagmo (movimientos oculares involuntarios, a menudo de lado a lado). En los casos de hipoplasia bilateral del nervio óptico, esto generalmente se puede detectar dentro de los primeros tres meses de vida. Puede ser seguido por estrabismo que se desarrolla en el primer año.

### Anormalidades de la hormona pituitaria
El subdesarrollo de la glándula pituitaria en SOD conduce al hipopituitarismo, más comúnmente en forma de deficiencia de la hormona del crecimiento . En casos severos puede ocurrir panhipopituitarismo.
En SOD, las estructuras cerebrales de la línea media, como el cuerpo calloso y el septum pellucidum, pueden no desarrollarse normalmente, lo que lleva a problemas neurológicos como convulsiones o retraso en el desarrollo. Los pacientes con convulsiones tienen más probabilidades de mostrar anomalías neurológicas adicionales, como displasia cortical, polimicrogiria y esquizencefalia . Tales anormalidades siempre se identifican cuando hay cuadriplejía espástica.
Los síntomas neurológicos generalmente se consideran manifestaciones de inicio tardío de SOD. Las presentaciones iniciales comunes incluyen epilepsia, retrasos en el desarrollo y debilidad en las extremidades. Las capacidades intelectuales varían ampliamente, desde una discapacidad intelectual normal hasta una grave. Los primeros estudios indicaban que la discapacidad intelectual se daba en el 71% de los casos, la parálisis cerebral en el 57% y los problemas de comportamiento en el 20%, pero investigaciones posteriores han indicado que estos síntomas pueden ser menos frecuentes y estar causados por otras anomalías neurológicas.

## Causas
SOD resulta de una anormalidad en el desarrollo del prosencéfalo embrionario a las 4-6 semanas de embarazo. No existe una causa única conocida de SOD, pero se cree que pueden estar involucrados tanto factores genéticos como ambientales.

### Genético
Se ha informado una rara recurrencia familiar, lo que sugiere al menos una forma genética ( HESX1 ). Se han descubierto cinco mutaciones patogénicas HESX1 homocigotas y ocho heterocigotas. Los pacientes con mutaciones homocigotas presentan un fenotipo SOD típico, mientras que aquellos con mutaciones heterocigotas se ven afectados levemente. Además de HESX1, las mutaciones en OTX2, SOX2 y PAX6 se han implicado en SOD. Las mutaciones de SOX2 en pacientes con SOD se asocian con anomalías oculares bilaterales graves, como microftalmía y anoftalmía. Las características adicionales asociadas con las mutaciones SOX2 incluyen retraso en el desarrollo, atresia esofágica, baja estatura y pérdida auditiva neurosensorial . Las anomalías genéticas se identifican en menos del uno por ciento de los pacientes.

## Diagnóstico
El diagnóstico de SOD se realiza cuando están presentes al menos dos de las siguientes triadas: subdesarrollo del nervio óptico; anomalías hormonales, hipofisarias; o anomalías cerebrales de la línea media. El diagnóstico suele hacerse al nacer o durante la infancia, y el diagnóstico clínico puede confirmarse mediante resonancia magnética.

## Tratamiento
No hay cura para la SOD. El tratamiento es sintomático y puede requerir un equipo multidisciplinario de especialistas, incluidos neurólogos, oftalmólogos y endocrinólogos. Las deficiencias hormonales pueden tratarse con TRH, pero los problemas de visión generalmente no son tratables. 

## Epidemiología
Una encuesta europea colocó la prevalencia de SOD en algún lugar de la región de 1,9 a 2,5 por cada 100.000 nacidos vivos, y el Reino Unido tiene una tasa particularmente alta y con un mayor riesgo para las madres más jóvenes.

## Historia
El Dr. David Reeves, del Hospital Infantil de Los Ángeles, observó por primera vez en 1941 una conexión entre la ausencia del septum pellucidum y el subdesarrollo del nervio óptico. Transcurridos quince años, el médico francés Georges de Morsier publicó su teoría que relacionaba ambas anomalías e inventó el término displasia septo-óptica. Las tres características del SOD fueron vinculadas por el médico estadounidense William Hoyt en 1970, quien dio al síndrome el nombre de Morsier.